# Café Iruña (Bilbao)
El Café Iruña es un café de relevancia cultural ubicado en la confluencia de las calles Berastegui y Colón de Larreátegui de la villa de Bilbao.

## Historia
Situado frente a los Jardines de Albia, próximo a la calle Ledesma y con doble acceso desde las mencionadas calles Berastegui y Colón de Larreátegui, fue inaugurado el 7 de julio de 1903 por el promotor navarro Severo Unzue Donamaría.
Llama la atención por la original distribución de sus 300 metros cuadrados de planta, subdivididos en diferentes espacios en los que destaca la calidad de sus azulejos y la decoración de inspiración mudéjar, con techos policromados y una abundante colección de pinturas murales restauradas.
El arquitecto que lo decoró, Joaquín Rucoba, fue quien también decoró el Salón árabe del Ayuntamiento de Bilbao.
El Café Iruña ha sido testigo de centenares de acontecimientos políticos, sociales y culturales, así como lugar de encuentro de prestigiosos poetas y escritores vascos, como Pío Baroja, Miguel de Unamuno e Indalecio Prieto.
Todos los años, a las 12 del mediodía de la víspera de San Fermín, tiene lugar el chupinazo de Sanfermines, a la par que se lanza desde el Ayuntamiento de Pamplona. Suele acudir, entre otros, el alcalde de Bilbao.

### Restauración y reapertura
En 2020 el café fue sometido a un proceso de restauración manteniendo la «esencia de 1903» y reabriendo el 8 de septiembre tras una profunda reforma.

## Galardones
Tiene dos galardones de importancia:
- Fue declarado Monumento singular en 1980.
- Y obtuvo el Premio Especial al Mejor Café de España 2000, por la "Café Crème Guide to the Cafés of Europe" editada en Londres bajo la supervisión de Roy Ackerman.

## Galería

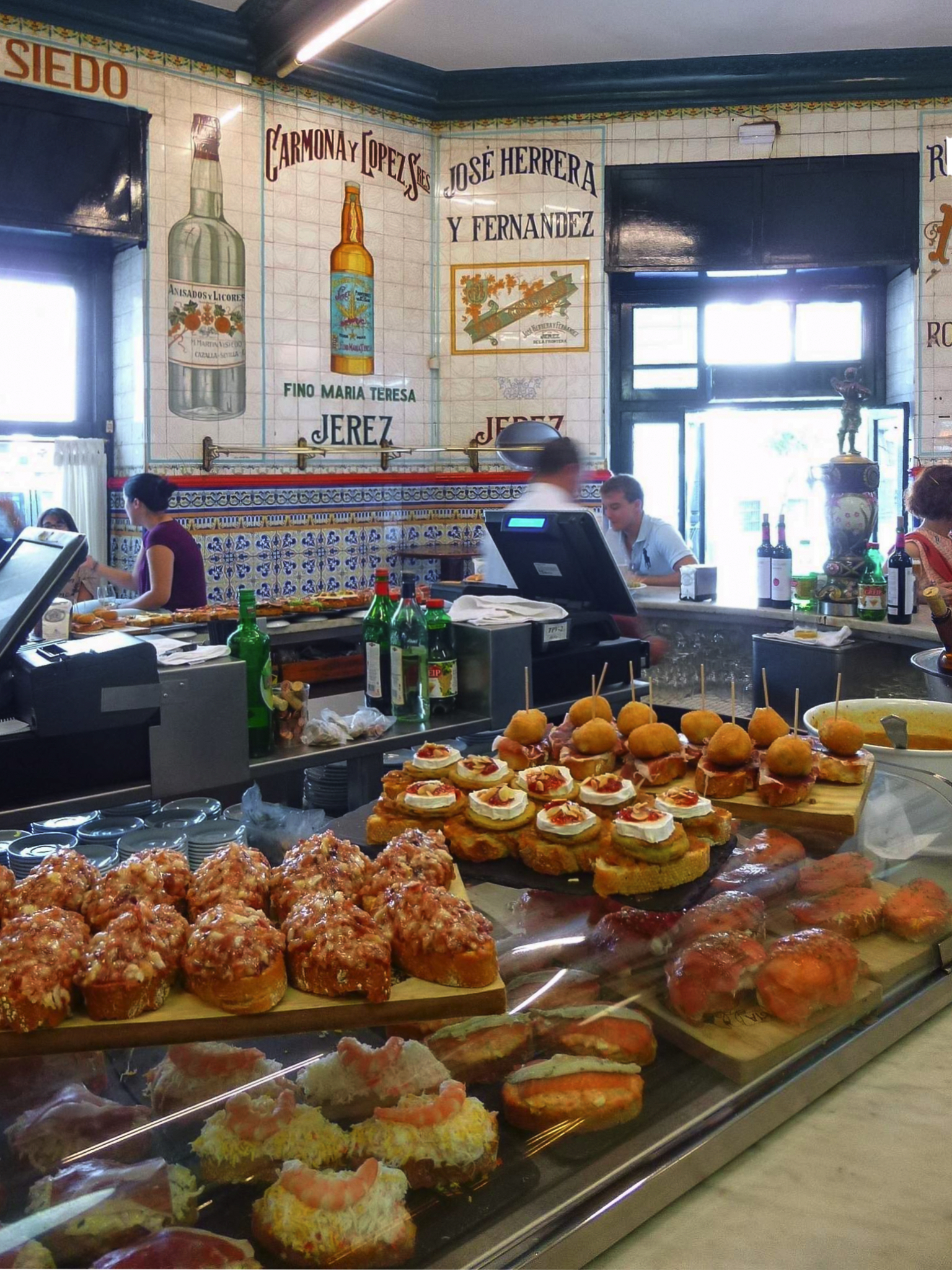
Detalle de los azulejos desde Berastegui
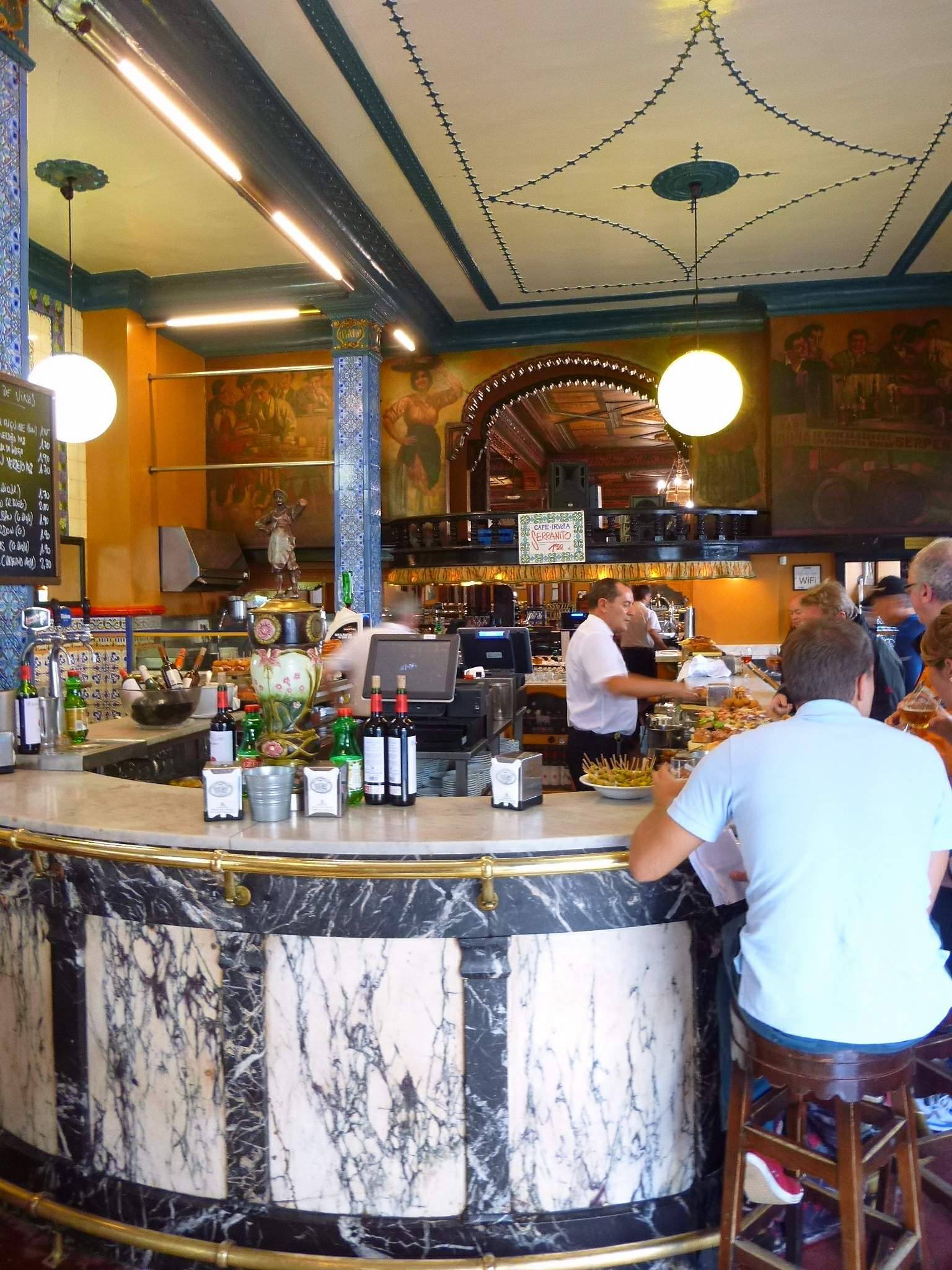
Interior desde Berastegui
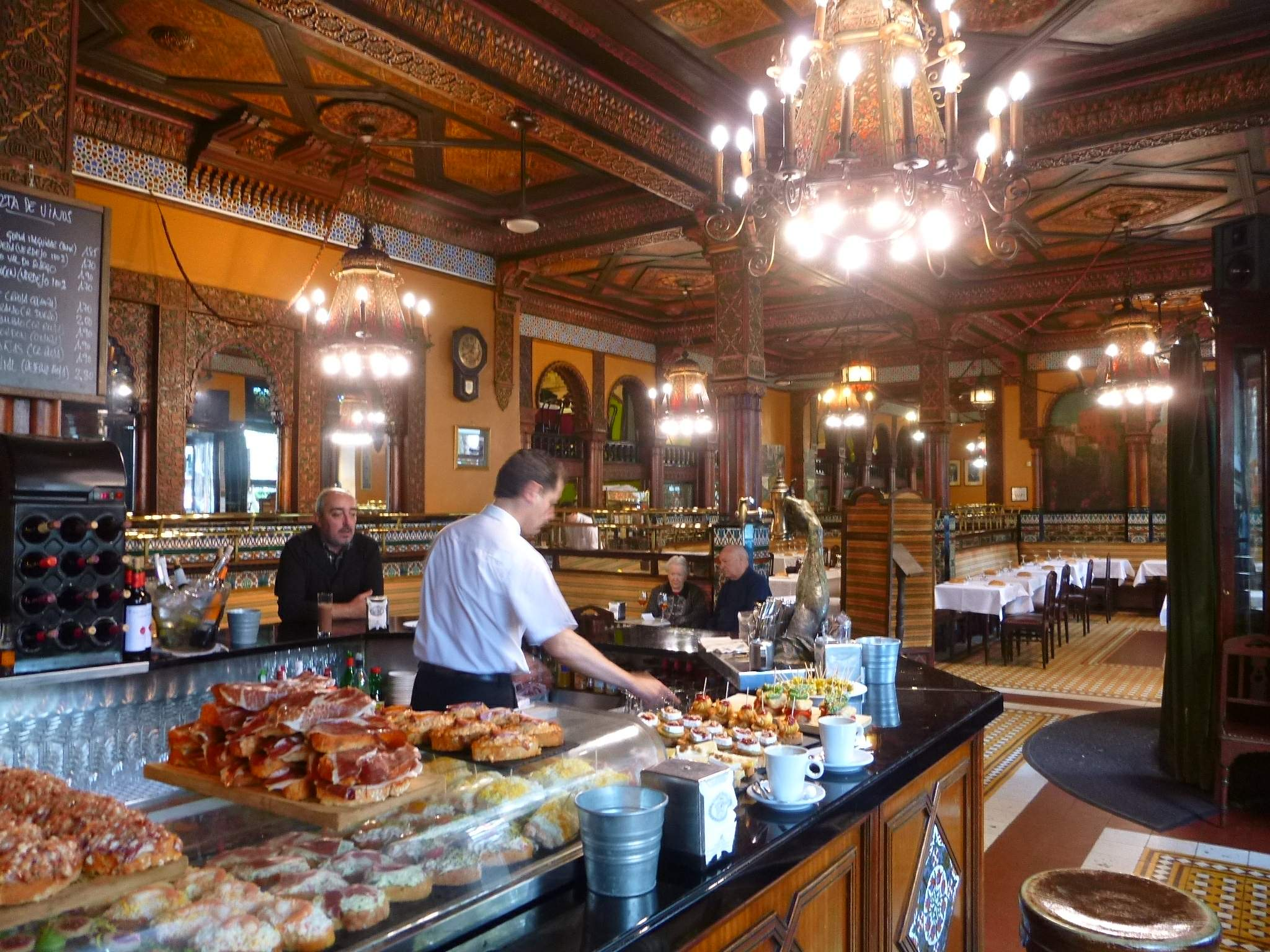
Detalle de la decoración de inspiración mudéjar, con techos policromados, desde Colón de Larreátegui
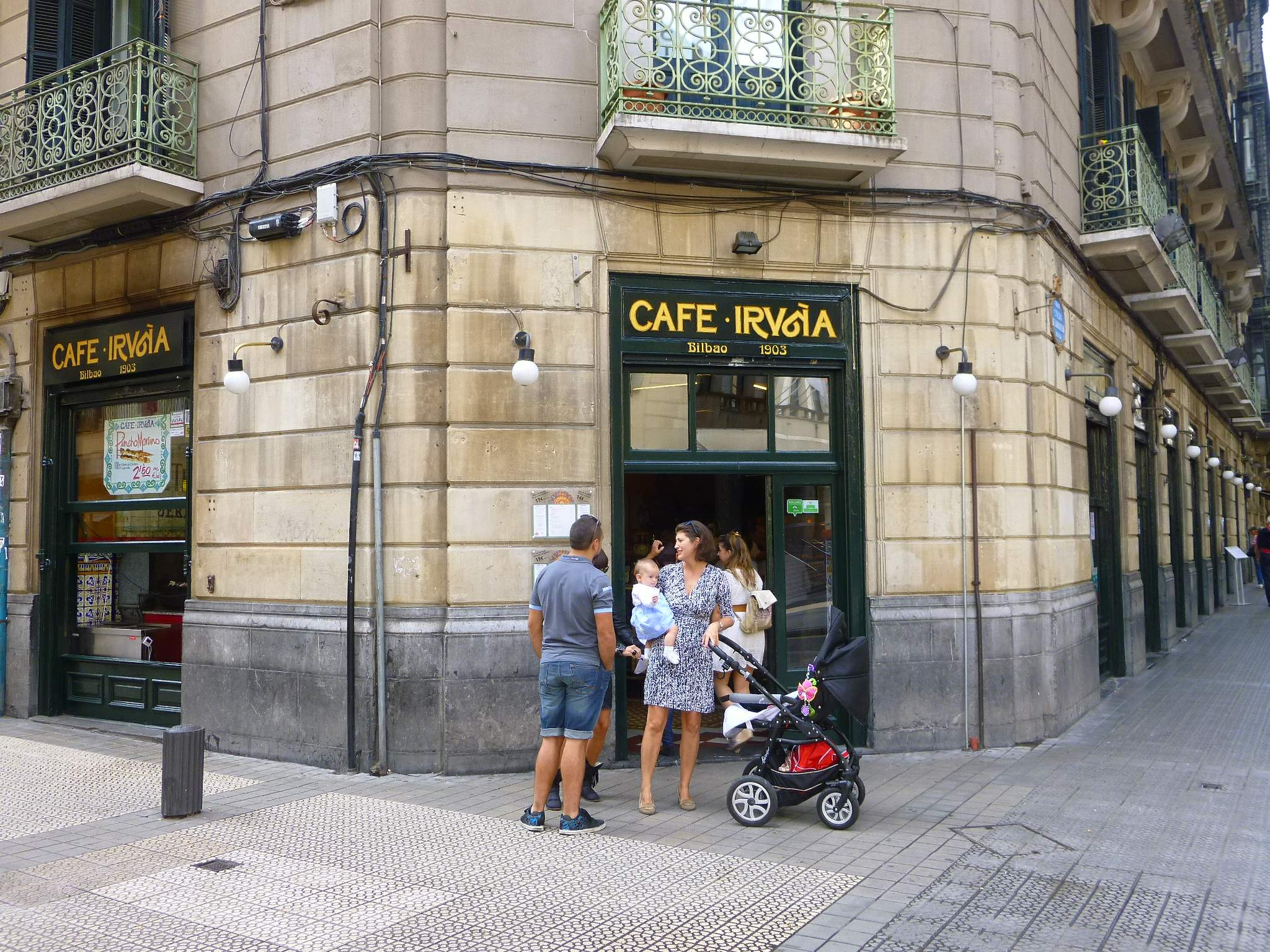
Acceso entre Berastegui y Colón de Larreátegui